# Pedro Altamirano
Pedro Altamirano (San Rafael del Norte, 1870 - El Rama, 1937) fue un campesino y guerrillero nicaragüense, conocido como "Pedrón", alcanzó el grado de General de División en el Ejército Defensor de la Soberanía Nacional (EDSN), llegando a ser Jefe de Estado Mayor del mismo, fue reconocido como el máximo lugarteniente de Augusto C. Sandino y uno de sus Generales más leales.

## Reseña biográfica
Nació en San Rafael del Norte, el año de 1870. Descendiente de una familia campesina. Desde temprana edad, trabajó como  peón, campisto y domador de potros cimarrones en fincas ganaderas.
Con María Pía Altamirano de Altamirano, su fiel compañera de vida, procreó varios hijos e hijas: 
- Melecio Altamirano, quien alcanzó el grado de Coronel EDSN y fue asesinado junto con su padre.
- Juan Ángel Altamirano, quien fue asesinado junto con su padre.
- Máximo Altamirano, quien tocaba la guitarra como soldado del EDSN.
- Victorina Altamirano
- Encarnación Altamirano
- Candelario Altamirano
- Santiago Altamirano "Chano"
- Pedro Ramón Altamirano "Pedrito"

## Guerra contra la Intervención Estadounidense
En 1927, con 57 años, se integró a la Guerra contra la Intervención Estadounidense (1927-1933) como soldado del EDSN, influenciado por la lucha nacional contra la ocupación militar estadounidense emprendida por Augusto C. Sandino desde las montañas neosegovianas.
No tenía conocimiento alguno sobre tácticas y estrategias militares, pero aprendió en corto tiempo. Siendo analfabeto, en medio de las múltiples misiones combativas aprendió a leer y escribir, y sobre su rápido aprendizaje, el General Augusto C. Sandino expresó, al escritor José Román Orozco quien lo visitó en su campamento, lo siguiente: 
"Durante los azares de la lucha y a pesar de su edad, solamente porque yo se lo ordené, Altamirano aprendió a leer y escribir cancaneando y cacarañando, pero ha progresado mucho y ahora, asómbrese, también sabe escribir en máquina, pero con un sólo dedo."

### Jefe expedicionario
Lideró la Columna Expedicionaria No. 1, de las 7 columnas que conformaban el EDSN, con operaciones en los territorios de Jinotega, Matagalpa, Chontales y la región entre Bluefields y El Rama.
Demostró su elevada habilidad de sobrevivencia en las montañas, creatividad para lograr el enmascaramiento, el sigilo de la movilidad y el desplazamiento de sus tropas, lo que le permitió contundencia y certeza en cada una de sus acciones militares. Participó y dirigió importantes combates, ataques y emboscadas demostrando gran capacidad y habilidad en la lucha contra la intervención militar estadounidense. Aportó a la organización, realización y efectividad de las emboscadas.

### Comandante general
Durante el viaje y permanencia del General Sandino, como huésped del Gobierno de los Estados Unidos Mexicanos presidio por Emilio Portes Gil entre 1929-1930, asumió el mando del Ejército Defensor de la Soberanía Nacional. 

### General de División
El 6 de mayo de 1931, el Jefe Supremo del EDSN le otorga el grado de General de División. 
Entre las acciones militares más destacadas que dirigió, están las siguientes: combate de Saraguasca, el 19 de junio de 1930 y combate de Matiguás. Los combates de La Libertad, Santo Domingo y El Jabalí, en el departamento de Chontales, en 1931.

### Jefe de Estado Mayor
Luego de la firma del "Convenio de Paz" del 20 de enero de 1933, entre el presidente Juan Bautista Sacasa y el General Sandino, el General Altamirano asumió el cargo de Jefe de Estado Mayor del EDSN; mientras que, el General de División Francisco Estrada asumió el mando de las Fuerzas de Emergencia.

## Guerra contra la Guardia Nacional
A raíz del asesinato del General Sandino y sus Generales Francisco Estrada y Juan Pablo Umanzor, y de la muerte en combate del Coronel Sócrates Sandino, el 21 de febrero de 1934, se internó con sus hombres en las montañas de Matagalpa, Chontales y la región entre Bluefields y El Rama, las cuales conocía ampliamente y en donde tenía una amplia base social en el campesinado, reiniciando la Guerra contra la Guardia Nacional bajo el mando de su Jefe Director, Anastasio Somoza García.

## Asesinato
En la madrugada del año de 1937, mientras dormía, es asesinado de un escopetazo por Ventura Sequeira, un entenado (hijastro) de 24 años de edad, en un lugar conocido como bocana La Cusuca, cerca de El Rama.
En un comunicado oficial de la Guardia Nacional de Nicaragua, publicado el 7 de diciembre en el diario La Noticia de la ciudad de Managua, se informó que ""el bandolero Pedro Altamirano fue asesinado el 29 de noviembre en el lugar conocido como La Toboba, en El Rama, por infiltrados de la Guardia Nacional".

## Legado y reconocimientos
En los informes de los Marines fue considerado "el más sanguinario" de los jefes sandinistas. Entre sus hombres era apreciado como "gran conocedor de las montañas y amante de los animales" del norte y centro de Nicaragua.
Su memoria y legado es reconocido por el pueblo, gobierno y ejército de Nicaragua. Escuelas, centros de salud y hospitales llevan su nombre.
- Hospital Departamental "Pedro Altamirano" en La Trinidad, Estelí.

- Centro de Salud "Pedro Altamirano", ubicado en el Distrito V de la ciudad de Managua, declarado "Amigo de la Niñez" por el Ministerio de Salud y la OPS.

- Batallón de Lucha Irregular "Pedro Altamirano" (1984 - 1990), conformado por jóvenes reclutas del SMP al mando de oficiales del EPS.

- Comando de Operaciones Especiales "General de División Pedro Altamirano", el General de Ejército Julio César Avilés Castillo , Comandante en Jefe del Ejército de Nicaragua, instituyó este nombre oficial a través de la Orden N.º 45 del 25 de octubre de 2010.

- Medalla "Honor al Mérito Militar Soldado de la Patria" otorgada póstumamente como reconocimiento a su legado histórico y patriótico, mediante la Orden N.º 1219 del 21 de octubre de 2011.

"El General de División Pedro Altamirano, hombre de principios morales y patrióticos. Se caracterizó por su fidelidad a la patria, lealtad absoluta al General Sandino y férrea disciplina. De gran valentía, de sacrificio sin límite, de hermandad, de dignidad y honradez demostrada. De inmenso amor a la libertad, de firme decisión al cumplimiento de su deber, de honor, de extraordinario patriotismo, anti intervencionista y anti imperialista. Su ejemplo y legado de lucha perdura en Nicaragua y en especial en el Ejército de Nicaragua."